# Gundlachia lucasi
Gundlachia lucasi е вид коремоного от семейство Planorbidae.

## Разпространение
Видът е разпространен в Нова Зеландия (Северен остров).